# Санта-Барбара-ду-Тугуриу
Санта-Барбара-ду-Тугуриу (порт. Santa Bárbara do Tugúrio) — муниципалитет в Бразилии, входит в штат Минас-Жерайс. Составная часть мезорегиона Кампу-дас-Вертентис. Входит в экономико-статистический микрорегион Барбасена. Население составляет 4486 человек на 2006 год. Занимает площадь 159,907 км². Плотность населения — 28,1 чел./км².

## История
Город основан 30 декабря 1962 года.

## Статистика
- Валовой внутренний продукт на 2003 год составляет 13 857 944,00 реалов (данные: Бразильский институт географии и статистики).
- Валовой внутренний продукт на душу населения на 2003 год составляет 2985,34 реалов (данные: Бразильский институт географии и статистики).
- Индекс развития человеческого потенциала на 2000 год составляет 0,666 (данные: Программа развития ООН).